# Brachychilus wagenknechti
Brachychilus wagenknechti là một loài bọ cánh cứng trong họ Cerambycidae.